# Pandi
Pandi – miasto w Kolumbii, w departamencie Cundinamarca.